# Thomas Kaminski
Thomas Kaminski (Dendermonde, 1992. október 23. –) belga korosztályos válogatott labdarúgó, a Luton Town játékosa.

## Pályafutása

### Klubcsapatokban
A Zellik Sport, az Asse-Zellik és a Tubize, valamint a Gent korosztályos csapataiban nevelkedett. 2008 és 2012 között a Beerschot és az OH Leuven játékosa volt. 2012 nyarán az RSC Anderlecht csapatába szerződött, majd megfordult kölcsönben a ciprusi Anórthoszi Ammohósztu és a dán København csapataiban. 2016-ban a Kortrijk csapatához szerződött, majd visszatért nevelő klubjába a Genthez. 2020 nyarán két évre az angol Blackburn Rovers csapatához írt alá.

### A válogatottban
Anyja révén belga, míg apja felől lengyel származású. Részt vett a 2011-es U19-es labdarúgó-Európa-bajnokságon. 2013. május 29-én kapott először a felnőtteknél lehetőséget az Amerikai Egyesült Államok nemzeti labdarúgócsapata elleni mérkőzésen, de csak a kispadon kapott lehetőséget. 2021. május 17-én nem került be a 2020-as labdarúgó-Európa-bajnokságra utazó 26 fős keretbe. Június 28-án mégis csatlakozott a válogatotthoz, miután Simon Mignolet megsérült.

## Statisztika

### A válogatottban
2021. július 2-i állapot szerint.
| 2013     | 0 | 0 |
| 2014     | 0 | 0 |
| 2015     | 0 | 0 |
| 2016     | 0 | 0 |
| 2017     | 0 | 0 |
| 2018     | 0 | 0 |
| 2019     | 0 | 0 |
| 2020     | 0 | 0 |
| 2021     | 0 | 0 |
| Összesen | 0 | 0 |

## Sikerei, díjai
- Anderlecht
  - Belga bajnok: 2012–13, 2013–14
  - Belga szuperkupa: 2012, 2013, 2014

- København
  - Dán bajnok: 2015–16
  - Dán kupa: 2015–16